# جورج اویلر
جورج اویلر (انگلیسی: Georg Euler; ۲۳ دسامبر ۱۹۰۵ – 1993) بازیکن فوتبال اهل آلمان بود.
از باشگاه‌هایی که در آن بازی کرده‌است می‌توان به باشگاه فوتبال کلن اشاره کرد.
وی همچنین در تیم ملی فوتبال آلمان بازی کرده‌است.